# 興登堡號飛船
興登堡號飛船（LZ 129 Hindenburg），航空器註冊編號為D-LZ 129，是一艘德國的大型载客硬式飛船和兴登堡级飞艇的主导舰船。興登堡號飛船是史上最长的飞行器，也是体积最大的飞艇型号。它由齐柏林公司在腓特烈港的博登湖设计并建造。建成后，由德意志齐柏林飞艇运输公司于1936年3月開始營運。它在第二个飞行季中的第一次跨大西洋飞行，于1937年5月6日在紐澤西州曼彻斯特镇区莱克赫斯特海军航空总站上空尝试降落时爆炸烧毁。 这次事故是当时最惨重的航空事故之一，也正式宣告飞艇时代的结束。
兴登堡号得名于德意志陆军元帅、前德国总统保罗·冯·兴登堡。

## 设计与建造

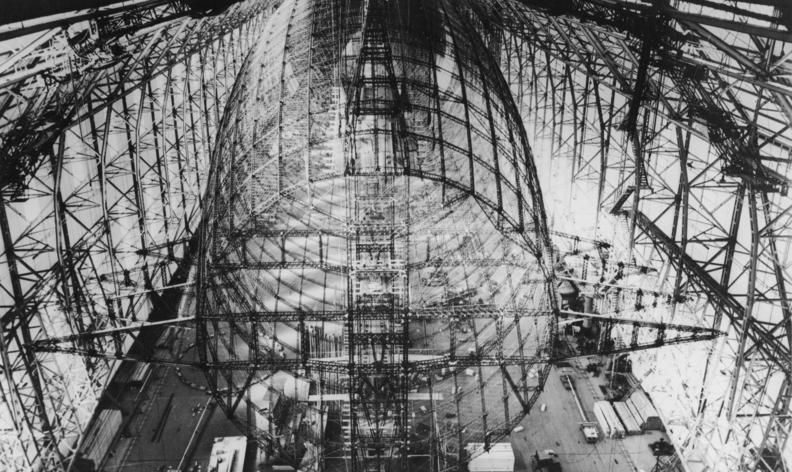
建造中的兴登堡号

兴登堡号的骨架以杜拉鋁制成，構成15个摩天轮似的隔舱，裝有16个巨型棉制气囊。隔舱以縱向的大梁连結。飞艇的蒙皮為棉质，涂有混合反射材料以防气囊遭受辐射危害（如紫外线可能会破坏囊體，红外线则可能会造成囊中气体过热）。气囊使用由固特异公司发明的新方法制造，使用多层糊状乳胶涂层，以取代早期飛艇使用的肠膜。1937年，齐柏林公司购买了5,000（11,000磅）从1930年10月失事的英国飞艇R101號上拆解下来的杜拉鋁，这些杜拉鋁可能被重新加热并用于兴登堡号。

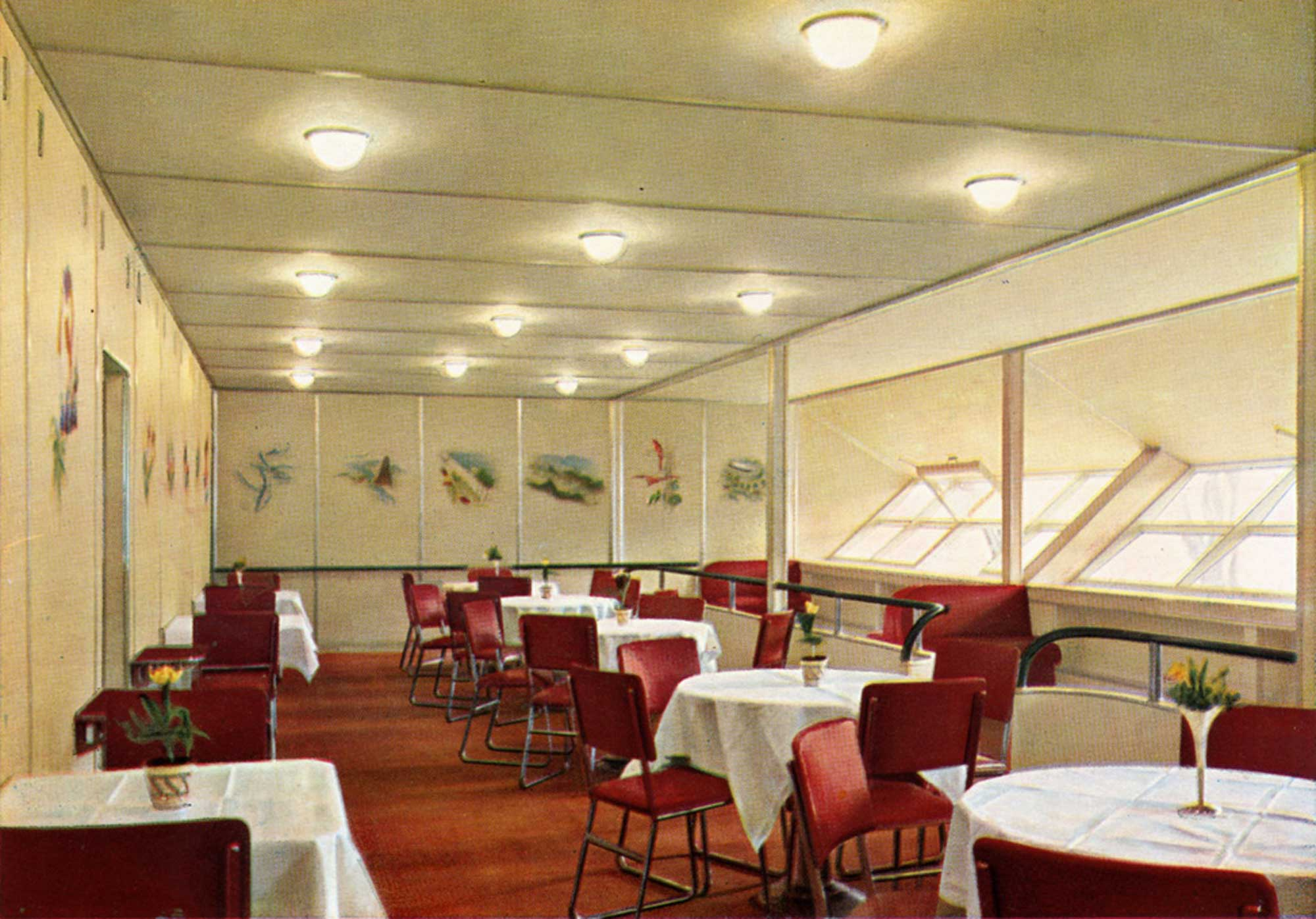
餐厅

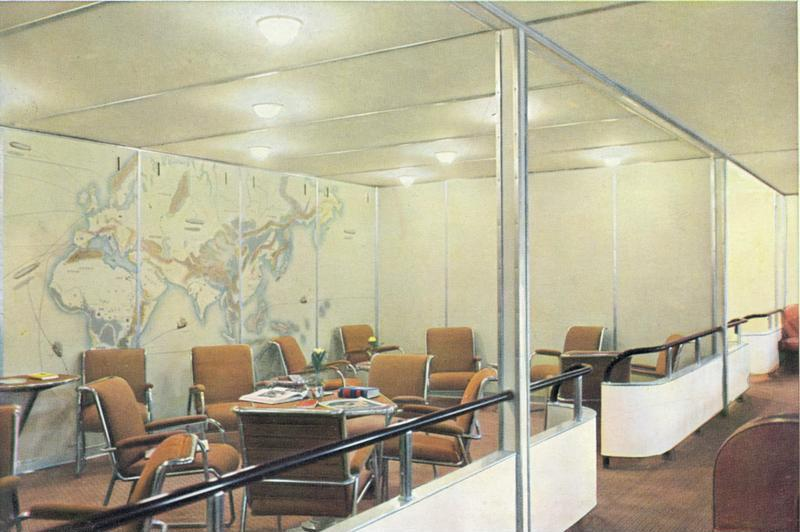
休息室，背后的墙上印有世界地图

兴登堡号的内部装潢由弗里茨·奥古斯特·布罗伊豪斯设计，后者也设计过普尔曼车厢，远洋客轮以及德国海军的战舰。位于上层的甲板A，中央是25個雙人客室，两侧则是面积寬廣的公用舱室：左舷為餐厅，右舷則是一個交誼廳與一個写作室。墙上繪畫描繪齐柏林伯爵號的南非飛行。而交誼廳的墙上则繪有世界地图。甲板的两侧全裝有傾斜的长方形窗户。设计师認為乘客们会把大部分时间花在公共区域而不是狭窄的客房内。
下层的甲板B有洗手间、一个工作人员餐厅以及一个吸烟室。根据Goodyear Zeppelin公司美国代表哈罗德·G·迪克的回忆：“吸烟室內的氣壓較高以防任何滲漏的氫氣進入吸菸室；通往吸菸室的唯一通道是經由酒吧的一个旋转式氣鎖門。所有离开吸烟室的乘客都須經由酒吧工作人员的详细检查，以免他们将香烟或烟斗带离吸烟室。”

### 以氢代氦
最初選用氦气为飞艇提供浮力。氦氣不会燃烧，是用在飞艇上最为安全的气体。但在兴登堡号飞艇建造之时，氦氣是美國開採天然氣時的副產品，非常稀有且昂贵。相較之下，任何工業化國家皆可大量生產便宜的氢气，而且氫氣比氦气更轻，能够提供的浮力更大。由于氦气极其稀有以及昂贵，美国政府规定使用氦气的飞艇必须盡全力保护舱体中的氦气；这项规定影響了美国氦气飞艇的營運。
美国在1927年修訂了氦气管制法案而禁止出口氦气，德国人在设计飞艇时仍然計畫使用氦气提供浮力，因为他们认为將能说服美国政府出口氦气。後來了解到美国国家军需品控制委员会不会開放氦氣出口時，他們重新设计兴登堡号使其使用氢气升空。尽管氢气容易爆炸，但也没有其他气体能够提供足够的升力且能大量生产。使用氢气的另一个好处，是可增加兴登堡号的乘客房间以載運更多旅客。德国长时间运营客用氢气飞艇而没有出现过受伤或死亡事故，故德国人认为自己已经掌握了安全使用氢气的方法，而兴登堡号在它第一个飞行季时也未发生事故。

## 飞行历史

### 首飞以及实验性的飞行

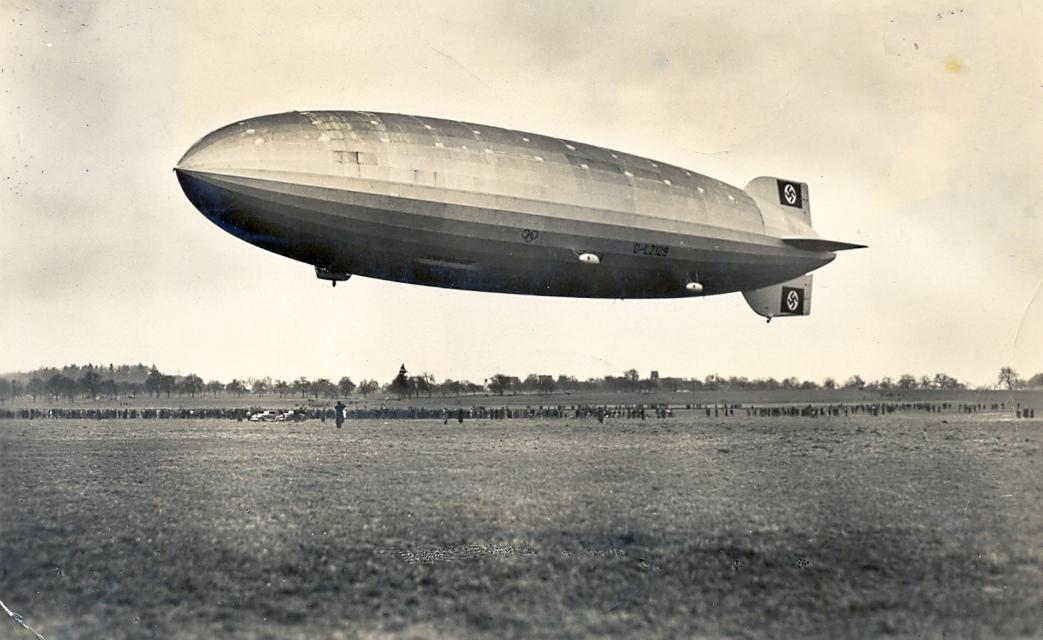
1936年3月的兴登堡号，飞艇的名字尚未被喷涂在船体上。

飞艇于1931年开始建造。五年之后，兴登堡号载着乘客及工作人员共87人在1936年3月4日于腓特烈港开始了它的处女航。齐柏林公司的董事长胡戈·埃克纳担任指挥官，前任第一次世界大战齐柏林指挥官代表德国航空部，而齐柏林公司8艘飞艇的船长以及47名其他的船员和30名造船厂工人则是这趟飞行的旅客。尽管埃克纳在一年之前就选定了“兴登堡”这个名字，但在这艘飞艇前6次试飞中只有船体上只印了它的登记号“D-LZ129”以及用来宣传1936年奥运会的奥运五环。当这艘飞艇于第二天下午在它的第二次试飞中飞过慕尼黑时，慕尼黑市长卡尔·菲勒利用无线电向埃克纳询问飞艇的名字，而埃克纳回答道“兴登堡”。

兴登堡的文字商标

齐柏林公司董事长的这一次关于飞艇名称的宣告却惹怒了宣传部部长約瑟夫·戈培爾，他马上于隔天召见了埃克纳，并于会议中坦率地提出将这艘飞艇重新命名为“阿道夫·希特勒”。当埃克纳表明他无意这么做时，戈培爾下令在德国境内，这艘飞艇只能被称为"LZ 129"。同时，他还警告埃克纳他会让这位全球知名的飞艇大亨在德国媒体上变得“默默无闻”（non-person）。3周后，高1.8米的红色兴登堡（Hindenburg）名称字母印在了船体上，但并没有举行正式的命名仪式。

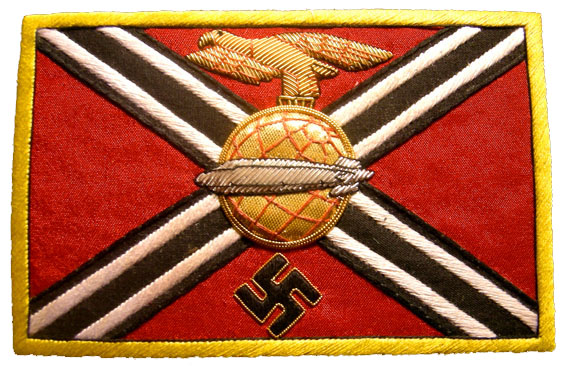
德意志齐柏林飞艇运输的旗帜

赫尔曼·戈林于1935年3月建立了德意志齐柏林飞艇运输（DZR）来增加纳粹在齐柏林运营中的影响，而兴登堡号正是由这家公司运营的。这家公司由齊柏林公司（飞艇的建造商）、帝國航空部（德国的航空部）以及德意志汉莎航空（当时的德国国家航空公司）联合所有，这个公司还于LZ 127齐柏林伯爵号飞艇的最后两年（1935至1937）飞往南美的商业飞行中掌管该飞艇的运营。兴登堡号和它的姊妹飞艇LZ 130齐柏林伯爵II号（于1938年投入使用）是仅有的两艘专为跨大西洋航行而建造的飞艇，但是LZ 130齐柏林伯爵II号从未投入载客运营，直到在1940年被废弃。
在经历了历时三周，于制造厂起飞的六次实验性飞行之后，兴登堡号已经准备好在公众面前初次亮相了。这是一次全程达6598公里的环德国宣传飞行，与其共同飞行的则是齐柏林伯爵号，这次飞行将从3月26日持续到29日。在这次飞行之后，兴登堡号将于3月31日从勒文塔尔（Löwental）附近的腓特烈港机场起飞开始它前往里约热内卢的首次商业载客跨大西洋飞行，这次飞行将持续4天时间。接着，兴登堡号将于5月6日开始它从勒文塔尔往返北美十次的载客飞行，所有接下来往返北美以及南美的飞行都从位于法兰克福的机场起飞。

### 在德国的飞行

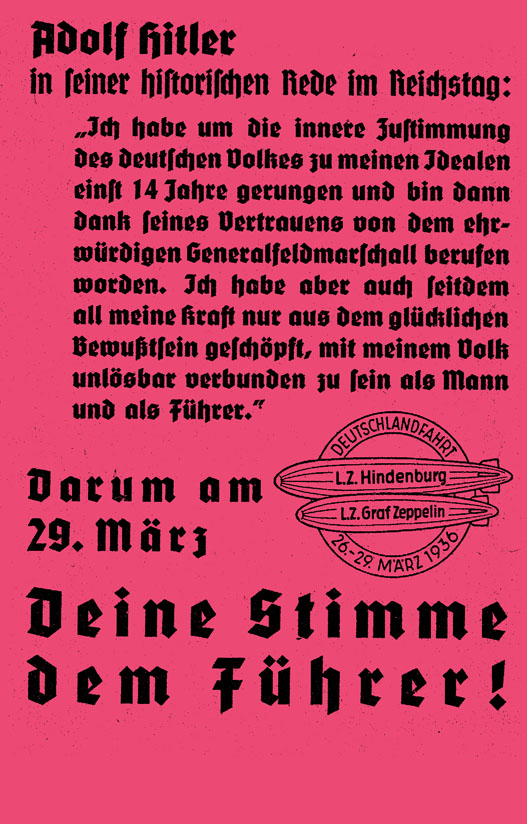
兴登堡号散发的纳粹宣传单

尽管兴登堡号是作为跨大西洋载客、货运以及邮件服务而设计的，但是在国民教育与宣传部的命令下，兴登堡号第一次令人印象深刻的职能则是被帝国航空部（DLZ的共同管理者之一）散发纳粹宣传单的交通工具。1936年3月7日，德意志国的地面部队进入并占领了莱茵兰（位于荷兰、卢森堡、比利时和法国之间的一个区域），而这个区域根据1920年签署的凡尔赛条约属于非军事区，目的是提供一个位于德国和这些周边国家的缓冲区。
为了证明这次违反1925年羅加諾公約的军事行动的合理性，希特勒迅速的组织了一次「事后」公决，这次公决被定于3月29日，“让德国民众”批准德国军队对莱茵兰的占领以及组成一个只由纳粹党组成的德意志共和国国民议会。在这个行动中兴登堡号和齐柏林伯爵号起到了重要的宣传作用。
作为一个公共宣传的策略，戈培爾要求齐柏林公司让这两艘飞船在投票开始前的4天环德国飞行中能够「一前一后的」联合飞行，并需要同时于3月26日早晨从勒文塔尔起飞。尽管那天早上的风况让飞船的顺利起飞变得异常困难，飞船的船长恩斯特·萊曼依旧坚持按时安全起飞以给纳粹党官员以及在场的媒体人留下一个好印象。当这艘巨大的飞船马力全开缓缓升起的时候，它受到了35度侧风的吹袭，这让它垂直尾翼的下部重重的击到地面，并在地面上拖行了一段距离，这在机翼的下部以及连接的船舵上留下了明显的痕跡。
因为這次联合飞行需取消兴登堡号的最终基本耐力测试, 加上不想政治化这两艘飞船, 齐柏林公司主席埃克纳不僅反对这次联合飞行, 還激烈的谴责了飞船船长萊曼：
|  | How could you, Mr. Lehmann, order the ship to be brought out in such windy conditions? You had the best excuse in the world for postponing this idiotic flight; instead, you risk the ship, merely to avoid annoying Mr. Goebbels. Do you call this showing a sense of responsibility towards our enterprise? （翻譯：萊曼先生，你怎么能让飞船于这种大风天中起飞？你拥有世界上推迟这项白痴飞行最好的借口；但是，你置飞船的安全于不顾，仅仅是为了不让戈培尔先生懊恼。难道你认为这就是对我们公司的责任感吗？） |

为了等待兴登堡号而在机场上空盘旋的齐柏林伯爵号需要先独自开始这次宣传性的飞行，而兴登堡号则回到飞船库修理损毁的部位。对尾翼的修补很快就完成了，而兴登堡号也于数小时后加入了飞行。就像数百万的国人在下面看到的一样，这两艘巨大的飞船在4天3夜里完成了环德国飞行，撒下大量纳粹传单，扬声器用巨大的音量播放着军乐與口号，兴登堡號上临时无线电播音室则向外播送着政治演讲。

### 首次商业旅客飞行

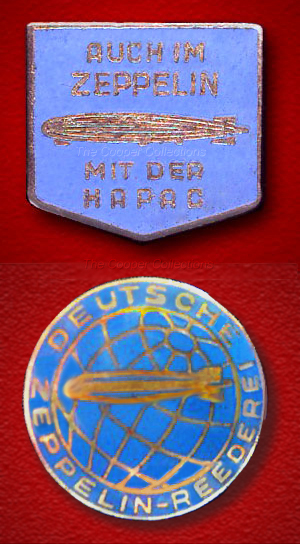
齐柏林乘客领针

在全民公决结束之后（德国政府宣称98.79%投了赞成票），兴登堡号于3月29日回到了勒文塔尔准备开始它第一次商业载客飞行，这是一次飞往里约热内卢的跨大西洋飞行，计划于3月31日从勒文塔尔起飞。胡戈·埃克纳并没有成为这次旅行的指挥官，而是成了没有控制权的“监督人”，恩斯特·萊曼则成了这次旅行的指挥官。雪上加霜的是埃克纳从一位报道兴登堡号到达里约热内卢的美联社记者那里得知，戈培尔坚持了他曾经在威胁埃克纳时说的话，埃克纳的名字“从此不会出现在德国的报纸和报刊中”而且“任何与他（埃克纳）有关的照片或文章都不能印刷”。这个决定是因为埃克纳反对将兴登堡号和齐柏林伯爵号在德国之行中作政治用途，而且他“拒绝在德意志帝国国会的竞选活动中作为特别嘉宾推荐总理阿道夫·希特勒和他的政策。”戈培尔从没有公开的宣布这个禁令，而且它在一个月之后被安静的取消了。
在兴登堡号第一次南美飞行起飞时，4具戴姆勒-奔驰公司制造的16缸柴油引擎其中的一具发生了活塞销破裂，尽管在经过了修理，这具引擎还是不能全功率工作。回程时，兴登堡号另外一具引擎在摩洛哥附近的黄金海岸突然不能工作，飞艇上的工程师们尝试修复引擎但是不成功。仅有两具引擎驱动的兴登堡号可能会坠入撒哈拉沙漠，兴登堡号可能需要在没有地面工作人员和碇泊杆的情况下进行紧急降落，而这可能会导致难以修复的损坏而使飞艇報廢。为了避免这种灾难，飞艇的工作人员提升了飞艇以寻找与飞行方向相反的信风；这种风通常在超過飞艇压力高度以上的海平面1500米处被找到。令人意外的是，工作人员们在海平面1100米处找到了这种风。于是，利用信风，工作人员在从法国处拿到了紧急许可之后将飞艇安全的驶回了德国。这一许可能让飞艇经罗讷河利用一条較短的航线飞往目的地。这次历经9天的飞行在203小时32分的时间内飞行了12,756英里（20,529）。所有四个引擎后来都经过了大修，并且在后来的飞行中都没有遇到过什么问题。

### 1936年跨大西洋飞行季

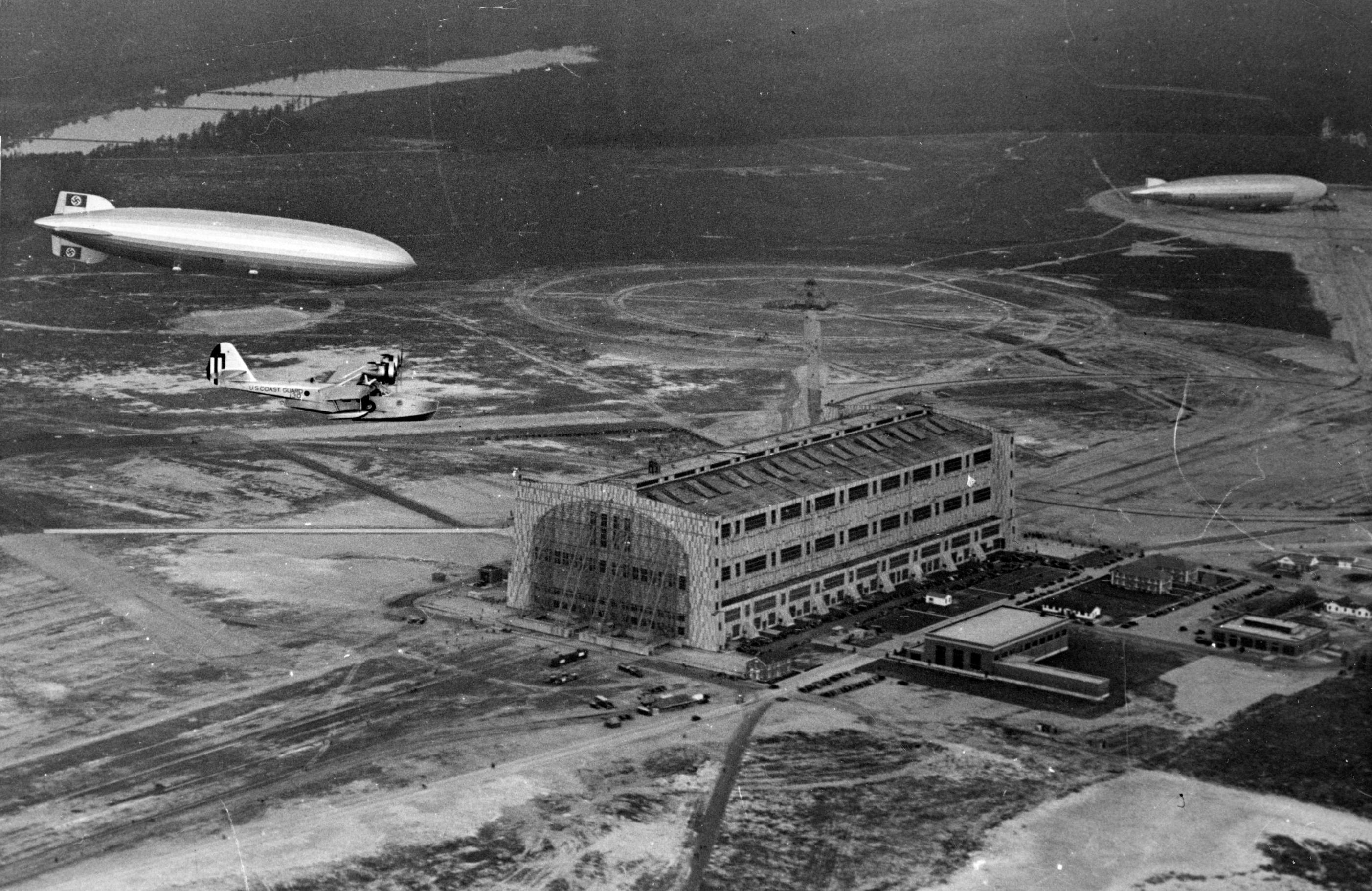
兴登堡号于1936年5月9日到达莱克赫斯特，洛杉矶号在右上方停泊。

兴登堡号在这一年完成了17次跨大西洋的往返旅程，而这也是它第一年也是唯一一年全年服务。在这17次旅行中，由10次飞往美国，7次飞往巴西。第一次跨北大西洋航行载着56名工作人员，50名乘客于5月6日离开腓特烈港，并于5月9日到达莱克赫斯特。往西飞的飞行时间在53至78小时之间，而往东飞的飞行时间在43至61小时之间。最后一次往东飞的旅行于10月10日离开莱克赫斯特；1937年的第一次北大西洋飞行结束于兴登堡空难。
1936年7月，兴登堡号创下了于5天19小时51分钟内完成跨大西洋往返旅行的记录。著名的乘客中包括了德国重量级拳王马克斯·施梅林，他于1936年6月19日在纽约击败了乔·路易斯之后乘坐兴登堡号返回德国参加英雄式的欢迎会。在1936年飞行季，兴登堡号共飞行了191,583英里（308,323），并搭乘了2798名乘客以及160噸重的货物以及邮件，这激励了齐柏林公司公司计划扩张它的飞艇舰队以及跨大西洋服务。
据说飞行时飞艇异常平稳，以至于人们能将一支铅笔或者钢笔立于桌子上而它不会倒下；飛船起飞也非常平稳以至于旅客经常会错过观看起飞，因为他们以为飞艇还停留在系留塔上。往返德国以及美国的单程票是400美金，这让兴登堡号的乘客都是富裕的人们，其中包括公众人物、演艺人士、著名运动员以及工业上的领军人物。
在1936年奥林匹克运动会的时候，兴登堡号再次被用于宣传活动，它于8月1日飞过柏林奥林匹克运动场并在座舱处挂有五环旗。当天，它于希特勒宣布奥运会开始后低空飞过满是观众的体育场。
在1936年，兴登堡号上的音乐沙龙处放置有一台博兰斯勒的铝制平臺鋼琴，但是在第一年过后这座钢琴被移走以减轻重量。在1936年至1937年的冬天，兴登堡号的结构经历了几处明显的变化。更加大的升力让人们往飞艇上增加了10个额外的客舱，其中九个有两张床位，另外一个则有四张床位，这让飞艇一次能够搭载72名乘客。除此之外，飞艇上还被安装了用于收集雨水的水槽，雨水被收集起来用于充当压艙物：利用雨水来充当压舱物比直接排掉氢气更加经济。
另外一个增加的装置是一个尚处于试验阶段的航空器停泊吊架，这个装置与美国海军固特异－齐柏林制造的阿克倫號以及梅肯號兩艘飛船上使用的装置类似。它的作用是让海关官员能够在飞艇着陆之前飞向兴登堡号检查乘客们的相关入境证件，同时，它还能预先从飞艇上拿取信件以节省投递时间。在1937年3月11日和4月27日开展了对这个装置的试验，但是由于吊架的不稳定，这个实验不怎么成功；5月初的興登堡號空難也不得不让往后的测试全部取消。

## 空難

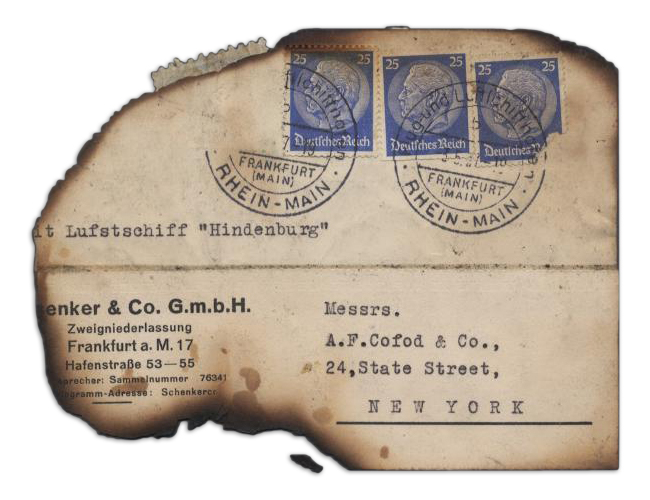
兴登堡号最后一次飞行上部分被烧毁的邮件

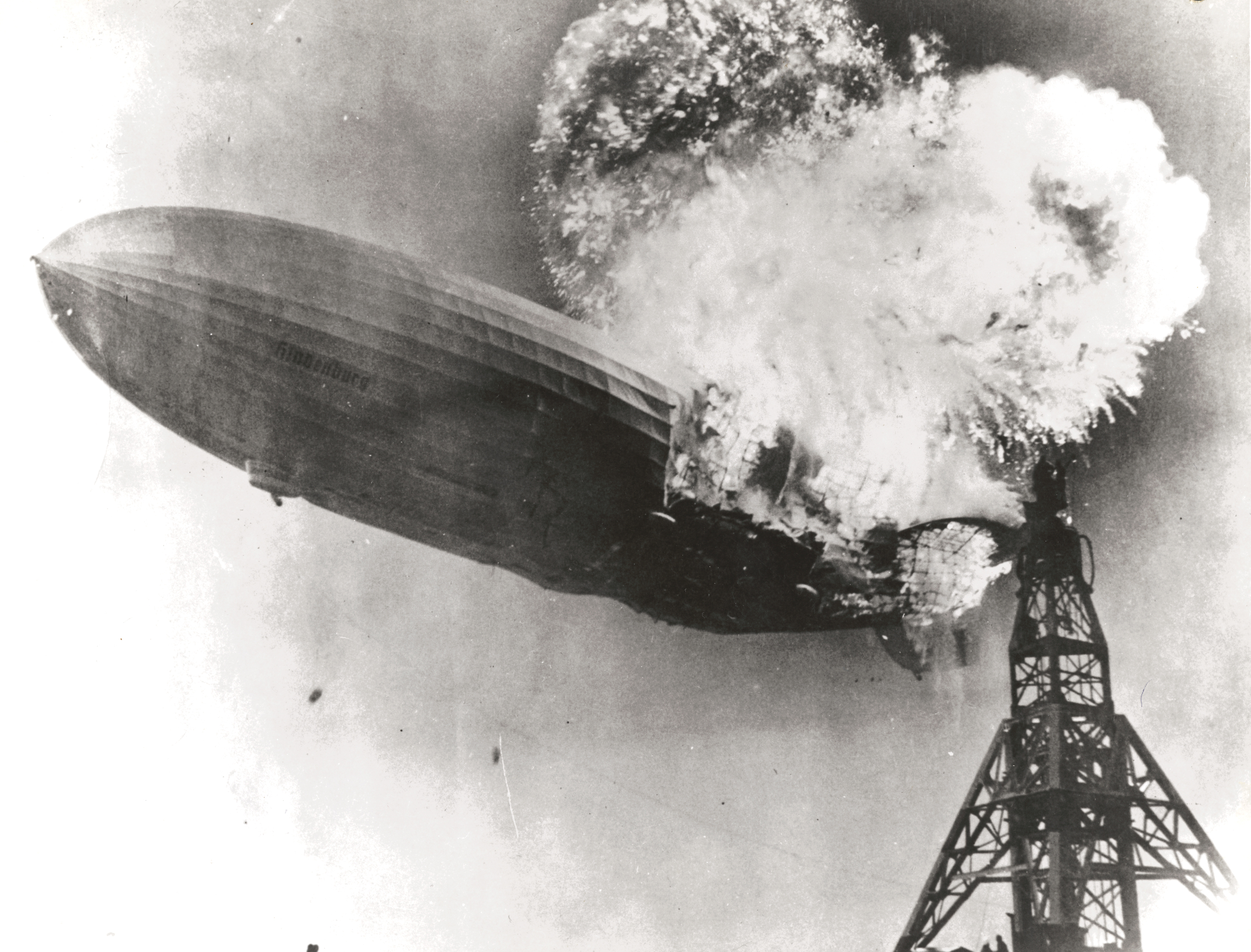

在于3月末完成了1937年飞行季的第一次南美飞行之后，兴登堡号于5月3日晚离开法兰克福飞往莱克赫斯特，这是该飞行季中的第一次往返欧洲与北美的飞行。尽管逆风强烈，延缓了飞行速度，但是从其他的方面看来，飞行一如往常，飞艇于3日后准备在莱克赫斯特降落。
为了避开越过莱克赫斯特上空的雷暴，兴登堡号于5月6日的降落被推迟了几个小时。晚上7点左右，兴登堡号已经准备就绪在降落海军航空站。此时，兴登堡号位于海拔200米处，艇长马克斯·普鲁斯掌舵准备降落。在地面的工作人员抓住了于7点21分从艇头抛下来的降落绳4分钟之后，飞艇突然变成一团火球并在30秒多一点的时间内坠落于地面。飞艇上的36名乘客以及61名工作人员中有13名乘客和22名工作人员丧生，地面工作人员中也有一名死亡，总共36名人员失去了他们的生命。美国记者赫伯特·莫里森在这场事故中的评论成了经典。

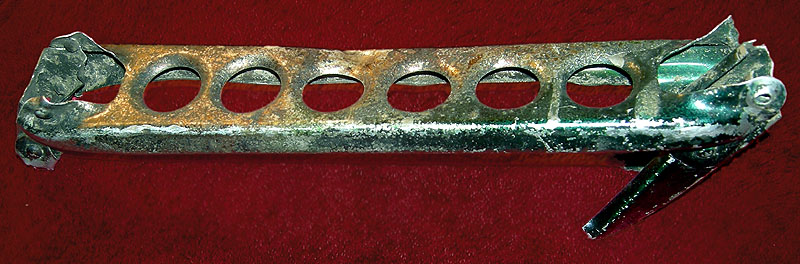
从兴登堡号坠毁现场抢救出来的肋板处被火烧焦的硬铝合金

最初的着火点、火源以及最初的燃料至今仍然没有定论。尽管对这件事故发生原因有着许多的推论，但是这场惨剧的原因也从来没有一个决定性的结论。从飞艇中洩露的氢气在与空气混合之后会发生爆炸，甚至在以特定比例混合之后还会发生燃烧。艾迪生·贝恩认为飞艇蒙皮使用的材料（例如硝化纤维和薄铝片）在与空气以特定成分混合之后极易着火。这个假说收到的争论很大，并且不为其他的研究者们所接受，因为蒙皮的燃烧速度很慢，而这与实践中火焰的迅速传播不符。除此之外，氢气所产生的火焰已经在之前摧毁了数艘飞艇。硬铝制的兴登堡号框架被抢救出来并运回了德国，这些材料被回收利用以制造納粹德國空軍所使用的航空器。齐柏林伯爵号以及齐柏林伯爵II号于1940年被废弃解体之后他们的框架也被用于相似用途。
美国国家运输安全委員會领空安全高级调查员格雷格·費斯於紀錄片重返危機現場提出這災難是由於船長急轉使鋼索斷裂打破氫氣囊、為趕時間於下雨期間強行降落、靜電打火引燃洩漏的氫氣引發大火。

## 大眾文化

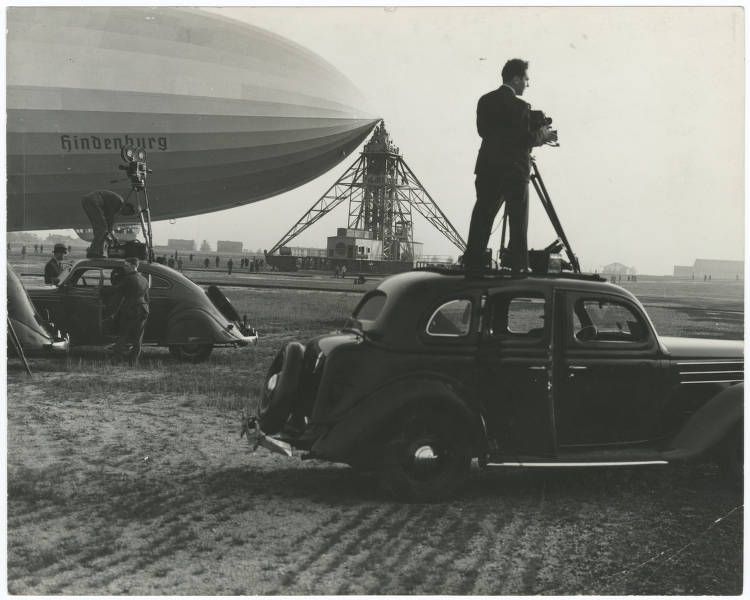
1936年的兴登堡号与记者以及摄影师

- 1937年的电影陳查理在奥林匹克（英语：Charlie Chan at the Olympics）中展示了兴登堡号的镜头，在这部电影中，陳查理搭乘兴登堡号横跨大西洋参加在柏林举行的1936年夏季奥林匹克运动会，这部电影于兴登堡空难后的15天的1937年5月21日发行。
- 兴登堡号在燃烧的照片被齐柏林飞船用于1969年同名专辑封面上。[54]
- 《兴登堡号（英语：The Hindenburg (film)）》是一部灵感取于兴登堡空难的1975年电影，但是这部电影侧重点在刻意破坏假说上。一些情节取于在飞行开始之前飞艇收到的炸弹威胁的真实事件，以及破坏假说支持者们的意见。

## 规格

### LZ129艇

兴登堡号与最大型固定翼飞机们的比较

五角大楼431m（浅蓝）、苹果园区646m（浅绿）、瑪麗皇后二號345m（粉红）、企業號航空母艦_(CVN-65)342m（黄）、興登堡號飛船245m（绿）、大和號戰艦263m（深蓝）、帝国大厦443m（灰）、諾克·耐維斯號458m(红)

数据来源： 航空器：兴登堡号与齐柏林的历史
基本诸元
- 乘员： 40至61
- 载客量： 50至72名乘客
- 长度： 245公尺（803英呎10英吋）
- 直径： 41.18 [55]公尺（135.1英呎英吋）
- 体积： 200,000立方公尺（7,062,000立方英呎）
- 总重： 215,000公斤（磅）
- 有效载荷： 19,000[56]公斤（磅）
- 发动机： 4 × 戴姆勒-奔驰公司DB 602（英语：Daimler-Benz DB 602）型柴油引擎，890千瓦（1,200匹馬力） 每个

性能
- 最大速度： 135公里/時（85英里/時）

### LZ130艇
数据来源： 
基本诸元
- 乘员： 40至61
- 载客量： 72至90名乘客/102,000 kg (224,872 lb)
- 长度： 245公尺（803英呎10英吋）
- 直径： 41.2公尺（135.1英呎2英吋）
- 体积： 200,000立方公尺（7,062,000立方英呎）
- 空重： 130,000公斤（磅）
- 总重： 232,000公斤（磅）
- 有效载荷： 10,000公斤（磅）
- 发动机： 4 × 戴姆勒-奔驰公司DB 602（英语：Daimler-Benz DB 602）型柴油引擎，890千瓦（1,200匹馬力） 每个

性能
- 最大速度： 135公里/時（85英里/時）
- 航程： 16,500公里（10,253英里）